# João da Castanheira
João da Castanheira (século XV) foi um fidalgo português, povoador da ilha de Santa Maria e, posteriormente, da ilha de São Miguel, nos Açores.

## Biografia
Foi escudeiro-fidalgo do donatário da ilha, o então 5.° Duque de Viseu e 4.° Duque de Beja, Manuel I de Portugal (1495–1521).
Chegou à ilha de Santa Maria anteriormente a 1472, à época do 2.º capitão do donatário, João Soares de Albergaria. Recebeu sesmaria a oeste e próxima a Vila do Porto, que começou a cultivar e posteriormente vendeu, passando-se para a ilha de São Miguel, onde se fixou e deixou descendência. Estas terras foram mais tarde de Heitor Gonçalves Minhoto, intitulando-se Cabeçadas de João da Castanheira.
Foi lugar-tenente do capitão João Soares de Albergaria em Santa Maria, encontrando-se no desempenho destas funções, quando da passagem de Cristóvão Colombo (de 18 a 28 de fevereiro de 1493), no seu retorno da descoberta das Antilhas. As tratativas com Colombo na ocasião encontram-se registadas no "Diário" de navegação deste, na obra de frei Bartolomé de las Casas e na de Fernando Colombo, filho do navegador.
O exercício desta função é confirmado por uma escritura de venda de seis moios de terra de semeadura, dada em sesmaria por João Soares de Albergaria a João da Maia e sua esposa, Guilhelma Fernandes de Alpoim, com data de 7 de maio de 1492, onde se refere João da Castanheira como capitão na ausência de João Soares de Albergaria. É coerente ainda com o contrato de casamento de João Soares de Albergaria com a sua segunda esposa, D. Branca de Sousa, celebrado em Lisboa em 1492.
João da Castanheira teve uma filha, Margarida de Matos, que se casou com Fernão do Quental, escudeiro-fidalgo que também foi povoador da ilha de Santa Maria, onde teve dadas, de acordo com a crónica de Gaspar Frutuoso. Indo com o sogro para São Miguel, lá se fixou, vindo a ser nomeado Ouvidor do capitão donatário, Rui Gonçalves da Câmara.
A respeito de ambos, Frutuoso refere ainda:
"Fernão do Quental e João da Castanheira, homens mui nobres e honrados, que vieram de Portugal e começaram a povoar a ilha, na Vila do Porto, e tiveram dadas nela, e, depois de descoberta esta ilha de São Miguel, vendendo o que tinham na de Santa Maria por pouco preço, se passaram a morar nela, e moraram na Ponta Delgada, acima da qual teve um deles uma serra, que do seu nome se chamou o Pico de João de Castanheira, dos quais direi adiante, quando tratar da mesma ilha."